# Carlos Bellvís
Carlos Bellvís Llorens (ur. 24 kwietnia 1985 w Walencji) – hiszpański piłkarz występujący na pozycji obrońcy w AD Alcorcón.